# Майнінг

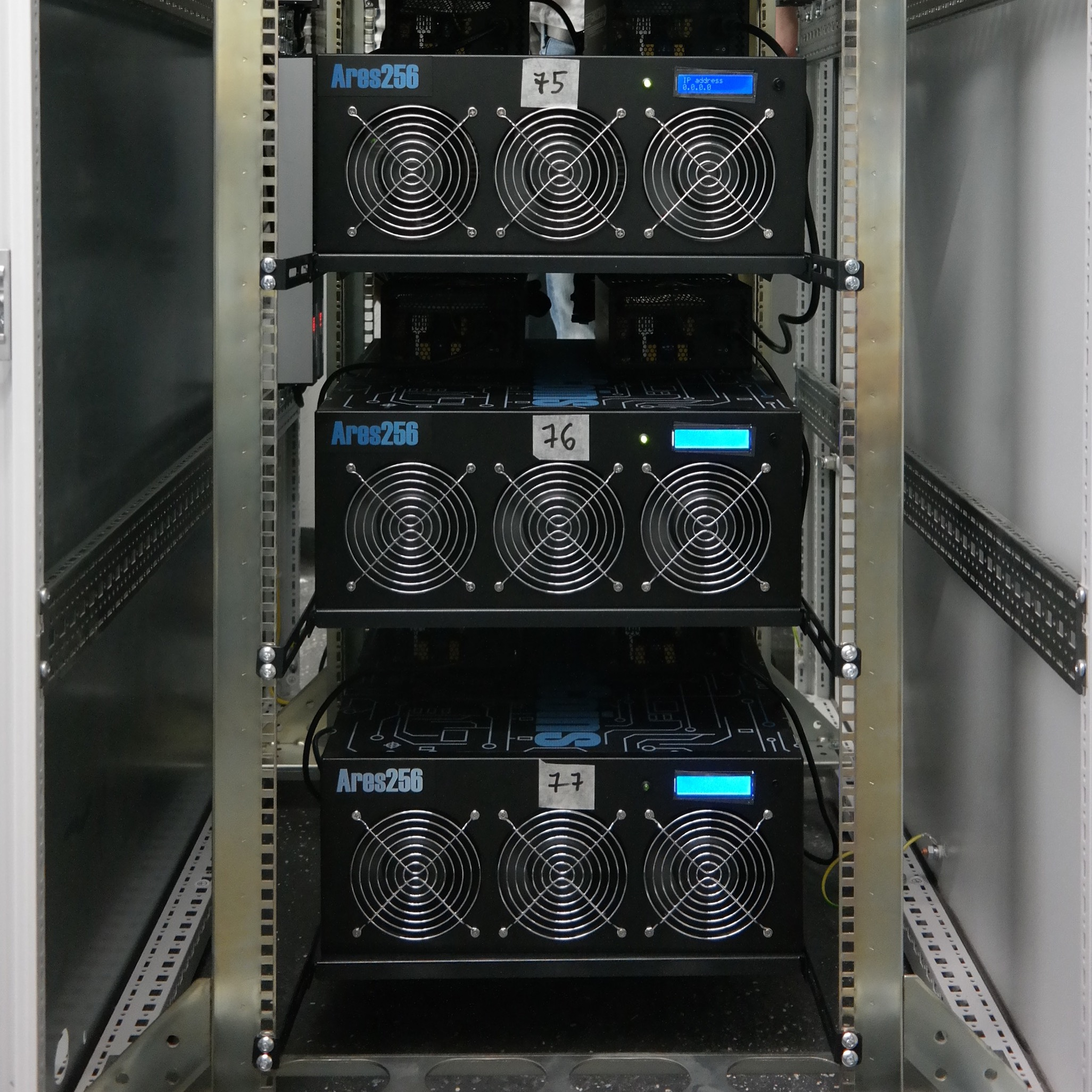
Стійка з блоками майнінгу Ares256 в дата-центрі компанії HashCoins OÜ

Майнінг (від англ. mining — видобуток корисних копалин) — діяльність спрямована на підтримку розподіленої платформи і створення нових блоків з можливістю отримати винагороду у формі емітованої валюти і комісійних зборів у різних криптовалютах, зокрема в Біткойнах. Проведені обчислення потрібні для забезпечення захисту від повторного використання тих самих одиниць валюти, а зв'язок майнінгу з емісією стимулює людей витрачати свої обчислювальні потужності і підтримувати роботу мереж.

## Принцип роботи
Суть майнінгу полягає в підборі такого значення, яке дозволить отримати хеш з певною кількістю нулів на початку. Кількість нулів обирається таким чином, щоб його пошук займав приблизно 6-10 хвилин.
Приклад пошуку такого значення:
```
"Hello, world!0" => 1312af178c253f84028d480a6adc1e25e81caa44c749ec81976192e2ec934c64
"Hello, world!1" => e9afc424b79e4f6ab42d99c81156d3a17228d6e1eef4139be78e948a9332a7d8
"Hello, world!2" => ae37343a357a8297591625e7134cbea22f5928be8ca2a32aa475cf05fd4266b7
...
"Hello, world!4248" => 6e110d98b388e77e9c6f042ac6b497cec46660deef75a55ebc7cfdf65cc0b965
"Hello, world!4249" => c004190b822f1669cac8dc37e761cb73652e7832fb814565702245cf26ebb9e6
"Hello, world!4250" => 0000c3af42fc31103f1fdc0151fa747ff87349a4714df7cc52ea464e12dcd4e9
```

## Майнінг біткойнів

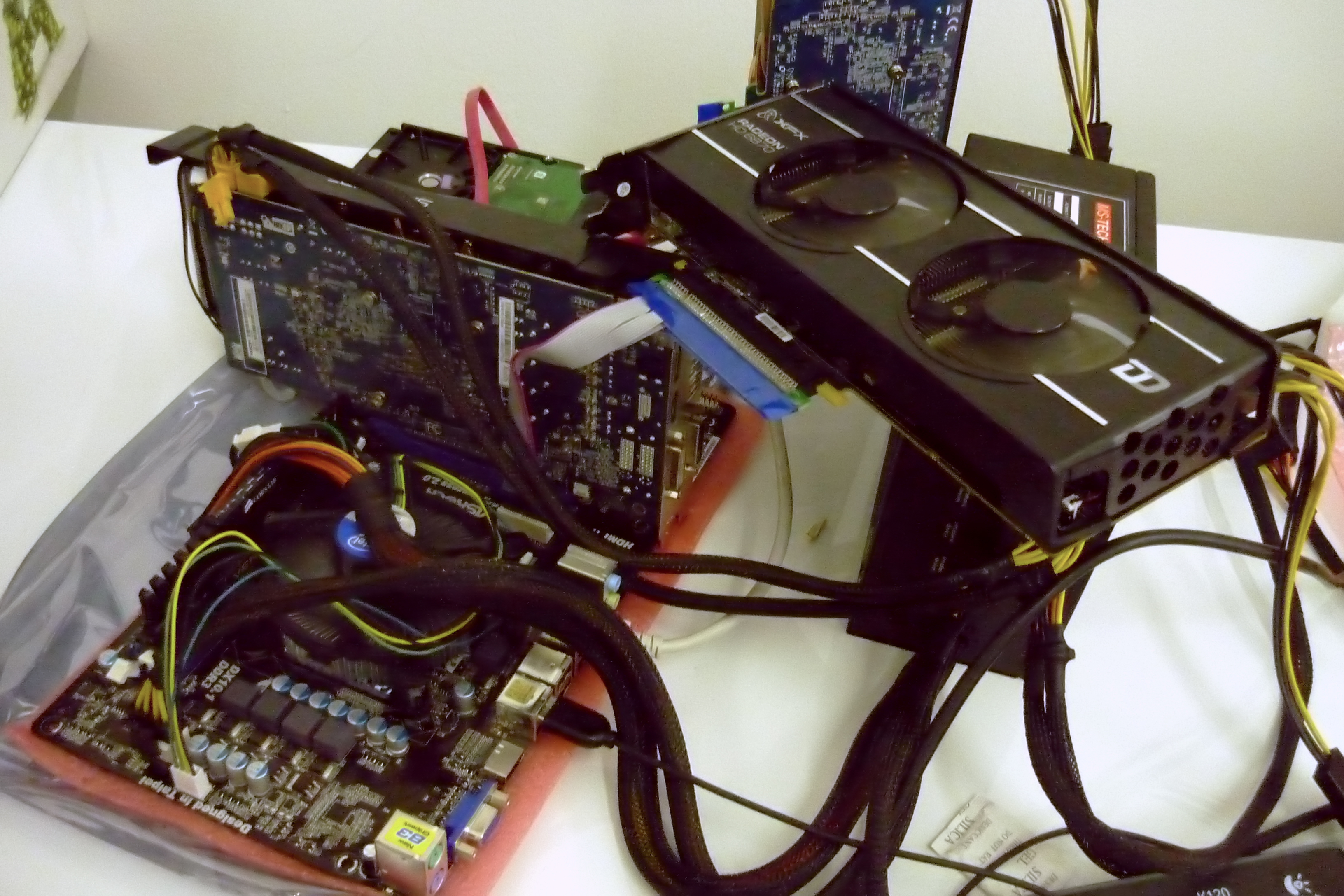
GPU майнінг ріг, 2012

Система Біткойн передбачає тільки одну можливість для додаткової емісії — нові біткойни отримує як винагороду той, хто створив черговий блок. Отриману винагороду за блоки можна використовувати після отримання 120 підтверджень (тобто, мережа дозволяє витрачати винагороду приблизно через 20 годин).
Ймовірність отримання нагороди соло-майнером в довільний десятихвилинний період приблизно дорівнює співвідношенню його обчислювальної потужності до обчислювальної потужності всієї мережі. І якщо це співвідношення дуже маленьке, то ймовірність отримання нагороди навіть за тривалий проміжок часу також буде низькою. Бажаючі отримати якомога більшу винагороду прагнули задіяти якомога більші обчислювальні потужності. У перших версіях клієнта була кнопка «згенерувати нові біткойни».
Особливість задачі майнінгу дозволяла застосувати максимальне розпаралелювання обчислень. В силу специфіки будови, для цього добре підійшли графічні процесори (GPU) з невеликою додатковою програмою  (в сотні разів продуктивніше CPU ) і плати з FPGA (продуктивність порівнянна з відеокартами, але перевершують їх по енергоефективності). Після цього майнінг за допомогою центрального процесора, що використовувався в стандартній клієнтській частині, виявився недоцільним через занадто малу ймовірність отримати винагороду, тому кнопку і прибрали. Потім почався випуск спеціалізованих процесорів (ASIC), що виконують винятково обчислення хешів для мережі Біткойн, більш продуктивних та енергоефективних, ніж GPU і FPGA, і тим паче CPU. Приблизно з 2012  - 2013 року майнінг поширених криптовалют на будь яких ресурсах, окрім спеціалізованих чипів, в тому числі на відеокартах став невигідним — вартість споживаної електроенергії перевищує середній результат. Наприклад, до початку 2015 року складність майнінгу найбільш відомою криптовалюти Bitcoin зросла в 10 тисяч разів .
Десятки стартапів розробляли власні реалізації ASIC-майнерів, при цьому нові, продуктивніші покоління чипів могли виходити щопівроку (зазвичай щільність розміщення транзисторів в логічних схемах подвоюється за 2 роки).

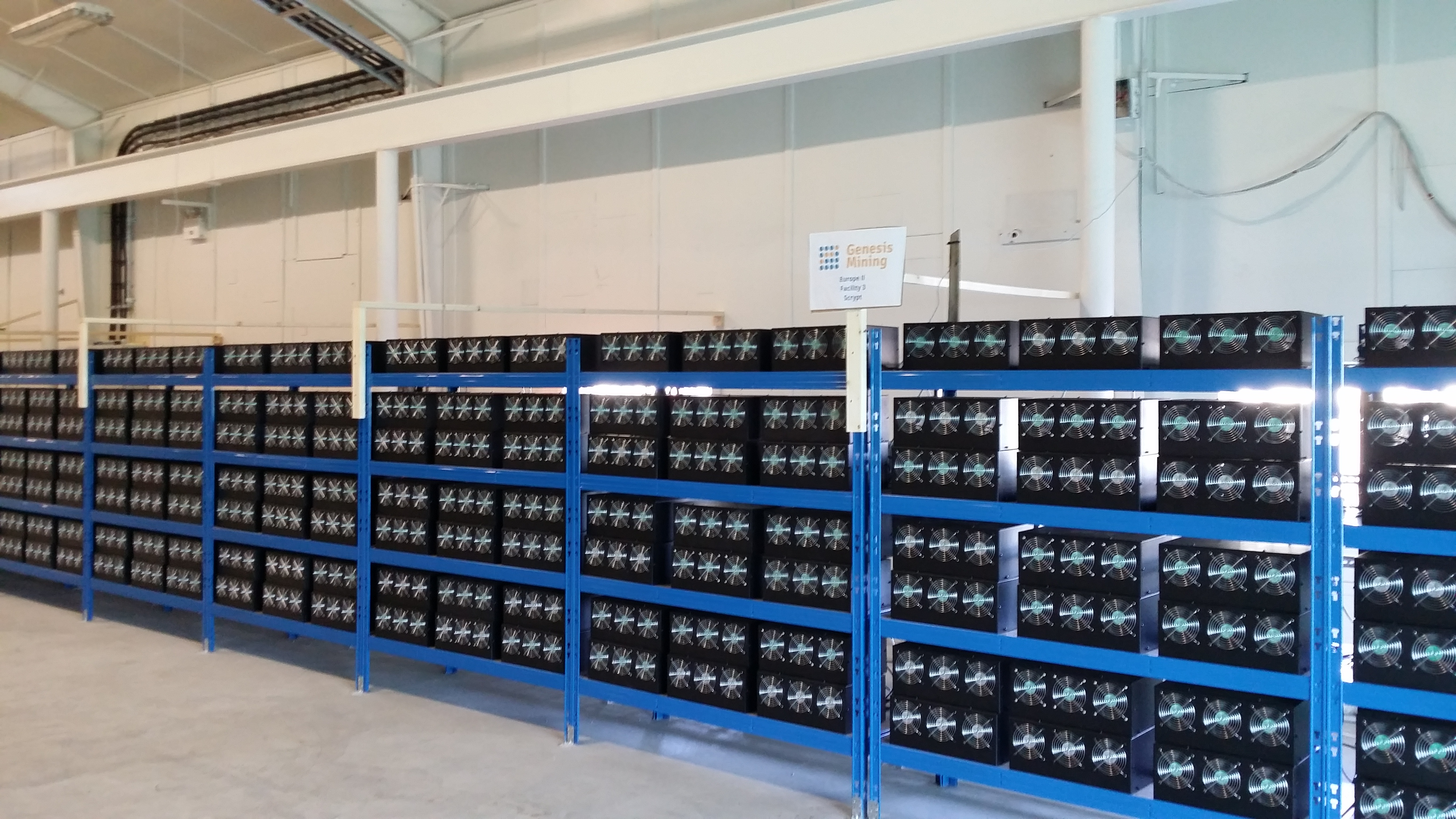
Майнінг «Ферма» в Ісландії

З переходом майнінгу на ASIC стали з'являтися компанії, які займаються майнінгом в промислових масштабах, які розміщують великі установки майнінгу в місцях з дешевою електроенергією та іноді не надто високою температурою навколишнього повітря, зокрема у Внутрішній Монголії (Китай). Деякі з подібних компаній позиціонують себе «хмарними», продаючи частину своїх ресурсів в оренду, хоча серед подібних пропозицій, за свідченням директора Genesis Mining, високий рівень шахрайства (деякі продавці взагалі не мали майнінгові потужності) .
На початок 2015 року загальне споживання електрики світовими майнерами Біткойн оцінювалася як мінімум в 1,46 ТВт·год щорічно (за умови використання всіма найбільш енергоефективних ASIC), що відповідає середній потужності 160 МВт.

## Пули
Для зменшення впливу фактора успіху і більш рівномірного і передбачуваного отримання біткойнів майнери використовують спеціалізовані вебслужби — пули  (від англ. pool — загальний фонд). Користувачі надають пулу свої обчислювальні потужності. Особливість задачі дозволяє застосувати максимальне розпаралелювання обчислень, коли кожен учасник шукає свій варіант розв'язання без ув'язки його результатів з рішеннями інших. Часто виплати майнеру розраховуються виходячи з надісланих їм пулу шар (англ. shares) — блоків з хешем, який підійшов би при складності, що дорівнює одиниці. В середньому потрібно 232 операцій хешування для знаходження однієї шари .
У свою чергу, пул, здійснюючи соло-майнінг, розподіляє отримані ним біткойни між користувачами, відповідно до встановлених власником пулу правилами. Існують 3 основних види нарахування нагород :
- PROP (англ. proportional) — після знаходження пулом блоку нагорода ділиться пропорційно внеску кожного учасника.
- PPS (Pay per share) — плата за кожну надіслану шару. Оцінюється як поточна винагорода за блок, поділена на поточну складність.
- Score — Оцінкова система винагороди шар, алгоритм визначається організатором пулу.

У цих типів нарахування є такі популярні варіанти:
- SMPPS (Shared Maximum Pay Per Share) — Аналогічно PPS, але пул ніколи не передає користувачам більше, ніж реально отримав сам. Різниця між реальним отриманням нагороди пулом і винагородою шари в PPS, якщо така є, компенсується поступово.
- ESMPPS (Equalized SMPPS) — Аналогічно SMPPS, але зрівнює пріоритети винагороди постійним та новим учасникам пулу.
- RSMPPS (Recent Shared Maximum Pay Per Share) — Аналогічно SMPPS, але першими в черзі на винагороду ставляться нові користувачі.
- PPLNS (Pay per last N shares) — Аналогічно Proportional, але поділ нагороди здійснюється пропорційно вкладу в останню складність надісланих на пул шар, помноженому на N, де N зазвичай дорівнює 2.

Станом на 2016 рік більшість великих пулів майнінгу Bitcoin знаходяться в КНР: за станом на березень 2016 року більше половини потужності мережі розділена між трьома великими китайськими пулами, четверте місце займає пул компанії BitFury — одного з перших виробників майнінгових чипів і заснований вихідцями з пострадянського простору.

## Емісія
Випуск нових біткойнів децентралізований і не залежить від будь-якого регулюючого органу. Обсяг емісії відомий заздалегідь (див. графік кількості біткойнів до 2033 року). Стандартну порцію нових біткойнів як винагороду отримує той, хто додав черговий блок до бази транзакцій. Ймовірність успіху пропорційна частці задіяної обчислювальної потужності у сумарній потужності мережі Біткойн, але результат у конкретний момент має випадковий характер. Після формування кожних 210 000 блоків (приблизно раз у 4 роки) запрограмовано розмір винагороди зменшувати вдвічі, тобто його значення є спадною геометричною прогресією. Загальний обсяг емісії біткойнів обмежений як сума членів спадної геометричної прогресії і не перевищить 21 мільйон. На березень 2025 року в обігу перебувало 19,8 мільйонів біткойнів .
Спочатку розмір емісії при створенні блоку становив 50 біткойнів. 28 листопада 2012 року відбулося перше зменшення емісійної нагороди з 50 до 25 біткойнів . Наступне зменшення в два рази відбулося 9 липня 2016 року. В 2131 році емісія буде припинена (розмір винагороди 50 → 25 → 12.5 → … → 0).  Формування блоків продовжиться і далі, але за них вже не буде нараховуватися винагорода новими біткойнами. Передбачається, що поступово основним джерелом винагороди за формування нових блоків стануть комісійні збори .
Отриману винагороду за блоки можна використовувати після отримання 120 підтверджень (тобто, система дозволяє витрачати винагороду приблизно через 20 годин).

## Прихований майнінг
Для генерації криптовалют, зокрема біткойнів (до масової появи майнінгу на ASIC — спеціалізованих процесорах), було можливе приховане використання чужих ресурсів, наприклад запуск майнера працівниками на корпоративних серверах, або впровадження майнера до складу вірусів і троянів для отримання прибутку від зараження комп'ютерів.
У червні 2011 року Symantec заявила, що майнінг може бути запущений на ботнетах. У звіті за другий квартал 2011 року Лабораторія Касперського повідомила про троянський модуль, який займався прихованим майнінгом.
У квітні 2013 була зафіксована велика епідемія вірусного розповсюдження через текстові повідомлення на Skype троянських програм, мета яких — пошук і крадіжка файлів wallet.dat і прихований майнінг на CPU.
При установці торент-клієнта μTorrent (версія 3.4.2 build 28913 і пізніше) пропонується встановити додаткову програму EpicScale, яка дозволяє використовувати ресурси комп'ютера під час простою для розподілених обчислень. Представники μTorrent запевняють, що в даний час мережа EpicScale використовується для майнінгу криптовалюти (без уточнення назви), частина отриманих коштів йдуть на фінансування компанії, частина — на благодійність . Згідно з деякими публікаціями, EpicScale майнить біткойни . В інших публікаціях повідомляється про майнінг Litecoin    .

## Нерівність між ранніми і пізніми майнерами
Правила емісії біткойнів дали більше переваг тим, хто зайнявся майнінгом при невеликій сукупній потужності мережі. Так, кількість праці, необхідна для генерації блоку, вже на 2013 рік становила понад півмільйона разів більше, ніж при запуску мережі. При збільшенні сумарної обчислювальної потужності майнер генерація стає більш енерго- і апаратнозатратнішою. Це супроводжується запланованим зменшенням розміру нагороди за майнінг.

## Законність майнінгу й торгівлі криптовалютами
Ставлення державних установ до криптовалют суттєво відрізняється залежно від країни.

### Україна
В українському законодавстві поняття криптовалюти та майнінг не описані. Правоохоронці періодично знаходять та закривають майнінг-ферми, які незаконно під'єднуються до електромереж, а також притягуючи їхніх власників до відповідальності. 
Так, в серпні 2019-го на Південноукраїнській АЕС було знайдено майнінгову установку на шість відеокарт RX470, що розташовувалась прямо в приміщенні станції. Обладнання було вилучено як речовий доказ  . У 2018 році кіберполіцейські у ЛНТУ провели обшуки і вилучили обладнання для майнінгу на півмільйона гривень. 
Порушення закону за якими до майнерів можуть прийти представники правоохоронних та контролюючих органів:
- обладнання несертифіковане і/або нерозмитнене
- несанкціонований відбір електроенергії
- незаконні платежі в мережі Інтернет
- ухилення від сплати податку на прибуток [26]

Через відсутність централізованої влади та чіткого законодавства, майнінг поширений на тимчасово окупованих РФ територіях  .
Українська поліція жорстоко переслідує таку активність, аж до завдання тілесних ушкоджень учасникам локальних майнінг-проєктів .

### Китай
Китай є одним зі світових лідерів за об'ємами майнінгу — за різними даними до 60-70 %. Ця діяльність не забороняється, але фактично й не є дозволеною. Китайська влада кілька разів виносила на обговорення заборону або регуляцію криптовалютної діяльності . Сприяє майнінгу дуже дешева електроенергія, яка іноді дістається практично задарма. Одна з найбільших майнінгових ферм світу знаходиться в провінції Сичуань і належить китайській фірмі Bitmain.

### Росія
Росія за об'ємами майнінгу входить в топ-5 країн світу — за різними даними до 7%.  Більшість майнінгових ферм знаходяться в Сибіру (або на півночі країни) біля гідро- або атомних електростанцій — таким чином ферми отримують дві переваги: перша — дешева електроенергія від потужних джерел; друга — низька температура, яка дозволяє економити на охолодженні ферми. Одна з найбільших ферм знаходиться біля Братська. Інша — біля Красноярська, ще кілька — в Ленінградській області.
В Росії в 2017 році інтернет-омбудсмен при Президенті РФ Дмитро Маринічев розповів про план залучення 100 млн доларів на побудову майнінгової ферми потужністю 20 мегават в районі з надлишком електроенергії   .

### США
США за об'ємами майнінгу входить в топ-5 країн світу — за різними даними близько 7%.  Ферми знаходяться в Північній Кароліні, Джорджії та Кентуккі (фактично, це три сусідні штати).

### Канада
В країні дешева електроенергія і сприятлива нормативно-правова база в сфері криптовалют, а також низька вартість землі на півночі країни і холодний клімат.  Ферми відкривають біля ГЕС. 

### Венесуела
В країні дуже дешева електроенергія, але нестійка політична ситуація. 

### Кувейт
В країні дуже дешева електроенергія через дешеву нафту. Хоча тут жаркий клімат, але дешевизна електроенергії компенсує додаткові витрати на охолодження апаратури. 

### Ісландія
В країні дешева електроенергія, холодний клімат і сприятлива нормативно-правова база у сфері криптовалют. Але дорого обходиться обслуговування обладнання через високу зарплату персоналу. 

### Грузія
У цій країні не оподатковують майнінг. В країні дешева електроенергія і сприятлива нормативно-правова база в сфері криптовалют. 

### Естонія
В країні сприятлива нормативно-правова база у сфері криптовалют і холодний клімат, але затрати на ведення бізнесу досить високі. 

### Вірменія
У 2018 році у Вірменії відкрили одну з найбільших ферм у світі із 3000 серверів. 

### Казахстан
Казахстан за об'ємами майнінгу входить в топ-5 країн світу — за різними даними до 6\%.  Уряд країни сприяє майнінгу.

## Енергоефективність
Системи майнінгу на основі доказу виконаної роботи є надзвичайно ресурсоємними.
- За оцінками нідерландського економіста Алекса де Вріса, станом на травень 2018 року майнінг біткойна та інших криптовалют поглинає 0,5% світового виробництва електроенергії, що еквівалентно енергобюджету невеликої європейської країни. [39].